# 영국 일광 절약 시간대
영국 일광 절약 시간대(영어: British Summer Time, BST)는 영국에서 사용되는 일광 절약 시간제이다. 그리니치 평균시(GMT)보다 1시간을 앞당겨(사실상 UTC+0에서 UTC+1로 변경된다.) 저녁 시간을 늘리고 아침 시간을 줄이게 된다.

## 개요
영국에서 실시되는 표준시는 그리니치 평균시 (GMT; Greenwich Mean Time, UTC+0)로, 협정 세계시 (UTC; Universal Time Coordinated)과 일치하고 있다. 반면 일광 절약 시간대는 개별적으로 사용되고 있다. 영국 일광 절약 시간대라는 시간은 포르투갈과 카나리아 제도 등에서 실시되고 있는 서유럽 표준시 (WET; Western European Time, UTC+0)와 서유럽 일광 절약 시간대 (WEST; Western European Summer Time, UTC+1)과 같은 시간대이지만, 여전히 전통적인 명칭이 사용되고 있다. 구체적으로는 3월 마지막 일요일 1시 (UTC)부터 10월 마지막 일요일 1시 (UTC)까지 사용된다.

## 같이 보기
- 서유럽 일광 절약 시간대